# Mac & Devin Go to High School (ścieżka dźwiękowa)
Mac & Devin Go to High School – ścieżka dźwiękowa dwóch amerykańskich raperów Snoop Dogga i Wiza Khalify stworzona na potrzeby filmu o tym samym tytule, który został wydany w 2012 roku. Premiera płyty odbyła się 13 grudnia 2011 roku. Pierwszym singlem promującym album był utwór pt. „Young, Wild & Free” w którym gościnnie wystąpił piosenkarz Bruno Mars, natomiast drugim singlem została piosenka „Smokin’ On” z udziałem rapera Juicy J – członka zespołu hip-hopowego Three 6 Mafia.
Album zadebiutował na 29. miejscu notowania Billboard 200 ze sprzedażą 38 000 egzemplarzy w pierwszym tygodniu. W Stanach Zjednoczonych do 25 grudnia 2011 r. sprzedano ok. 60 000 egzemplarzy, a w czerwcu 2016, za sprzedaż ponad 500 000, album uzyskał złoty certyfikat.

## Lista utworów
| Nr | Tytuł                                              | Kompozytorzy                                                                        | Goście           | Producenci              | Czas |
| -- | -------------------------------------------------- | ----------------------------------------------------------------------------------- | ---------------- | ----------------------- | ---- |
| 1  | „Smokin’ On”                                       | Calvin Broadus, Cameron Thomaz, Jordan Houston, Christopher Golson                  | Juicy J          | Drumma Boy              | 4:28 |
| 2  | „I Get Lifted”                                     | Broadus, Thomaz, Warren Griffin                                                     | LaToiya Williams | Warren G                | 4:52 |
| 3  | „You Can Put it in a Zag, I’mma Put it in a Blunt” | Broadus, Thomaz, Aleksander Manfredi                                                |                  | Exile                   | 3:19 |
| 4  | „6:30”                                             | Broadus, Thomaz, Dominic Lamb                                                       |                  | Nottz                   | 4:10 |
| 5  | „Talent Show”                                      | Broadus, Thomaz, Jesse Wilson, Anthony Reyes                                        |                  | Jesse „Corparal” Wilson | 4:35 |
| 6  | „Let’s Go Study”                                   | Broadus, Thomaz, Jacob Dutton                                                       |                  | Jake One                | 4:05 |
| 7  | „Young, Wild & Free”                               | Broadus, Thomaz, Peter Hernandez, Philip Lawrence, Ari Levine                       | Bruno Mars       | The Smeezingtons        | 3:27 |
| 8  | „OG”                                               | Eric Dan, Jeremy Kulousek, Thomaz, Broadus, Shante Franklin                         | Currensy         | I.D. Labs               | 4:58 |
| 9  | „French Inhale”                                    | Broadus, Thomaz, Dutton, Michael Posner, O’Kelly Isley, Ronald Isley, Rudolph Isley | Mike Posner      | Jake One                | 2:39 |
| 10 | „It Could Be Easy”                                 | Broadus, Thomaz, Larrance Dopson, Lamar Edwards                                     |                  | 1500 or Nothin’         | 4:48 |
| 11 | „World Class”                                      | Broadus, Thomaz                                                                     |                  | Cardo                   | 3:30 |
| 12 | „That Good”                                        | Broadus, Thomaz                                                                     |                  | Cardo                   | 3:48 |
| 13 | „High School” (bonus track)                        | Broadus, Thomaz, Larrance Dopson, Lamar Edwards                                     |                  | 1500 or Nothin’         | 3:28 |
| 14 | „Dev’s Song” (pre-order only)                      | Thomaz, Dan, Kulousek                                                               |                  | I.D. Labs               | 4:30 |